# 河嶋宏樹
河嶋 宏樹（かわしま ひろき、1984年10月24日 - ）は、日本中央競馬会 (JRA) ・栗東トレーニングセンターに所属している調教師。

## 来歴
2003年4月、公益財団法人軽種馬育成調教センターが行う育成調教技術者養成研修の第21期生として入講。
2004年から新冠町美宇にあるノースヒルズマネジメント(現ノースヒルズ)に就労し、主に育成・生産に携わった。
2008年1月、JRA競馬学校厩務員課程に入学し、8月に栗東・中竹和也厩舎所属の厩務員になる。10月には中竹和也厩舎で調教助手になり、ダコールなどを担当した。
2022年12月、6回目の受験、2次試験は3回目で調教師試験に合格。育成調教技術者養成研修の修了生がJRAの調教師になるのは、2016年に免許を取得した青木孝文、2020年杉山佳明、2022年小栗実に次いで4人目となる。
2024年3月6日、栗東トレーニングセンターに厩舎を開業。3月10日、初出走となるレースに、村山明厩舎より転厩したトーアライデンが出走するも5着。このレースは同じく2024年より厩舎を開業した藤野健太も初出走であり結果は8着であった。4月7日、ウイニンググレイスで阪神6Rを制し、20戦目でJRA初勝利を飾った。

## 調教師成績
|            | 日付           | 競馬場・開催  | 競走名                           | 馬名               | 頭数 | 人気 | 着順 |
| ---------- | -------------- | ------------- | -------------------------------- | ------------------ | ---- | ---- | ---- |
| 初出走     | 2024年3月10日  | 1回阪神6日9R  | 天神橋特別                       | トーアライデン     | 10頭 | 7    | 5着  |
| 初勝利     | 2024年4月7日   | 2回阪神6日6R  | 4歳上1勝クラス                   | ウイニンググレイス | 9頭  | 6    | 1着  |
| 重賞初出走 | 2024年9月1日   | 2回中京8日11R | 小倉2歳ステークス                | クラスペディア     | 13頭 | 8    | 2着  |
| 重賞初勝利 |                |               |                                  |                    |      |      |      |
| GI初出走   | 2024年12月15日 | 7回京都6日11R | 朝日杯フューチュリティステークス | クラスペディア     | 16頭 | 14   | 6着  |
| GI初勝利   |                |               |                                  |                    |      |      |      |

## エピソード
- 小学5年の時、競馬関係の仕事をしたいと調教師を志した[5]。
- 中学校の卒業文集には調教師になりたいと書いた[5]。
- 勝ちたいレースは有馬記念で小学2年の時、メジロパーマーが勝ったレースを見たのが、競馬に興味を持つきっかけ[5]。